# Општина Старше
Општина Старше (словен. Starše) је једна од општина Подравске регије у држави Словенији. Седиште општине је истоимено насеље Старше.

## Природне одлике
Рељеф: Општина Старше се у источном делу Словеније, у словеначком делу Штајерске. Општине се налази у долини Драве, јужно од Марибора.
Општина се простире на северним падинама Похорја.
Клима: У општини влада умерено континентална клима.
Воде: Једини значајан водоток на подручју општине је река Драва, која чини источну границу општине. Остали водотоци су мали и њене су притоке.

## Становништво
Општина Старше је густо насељена.

## Насеља општине
| - Бруншвик - Златоличје - Лока - Марјета на Дравскем Пољу | - Препоље - Рошња - Старше - Трниче |  |

## Додатно погледати
- Старше